# Cyprianów

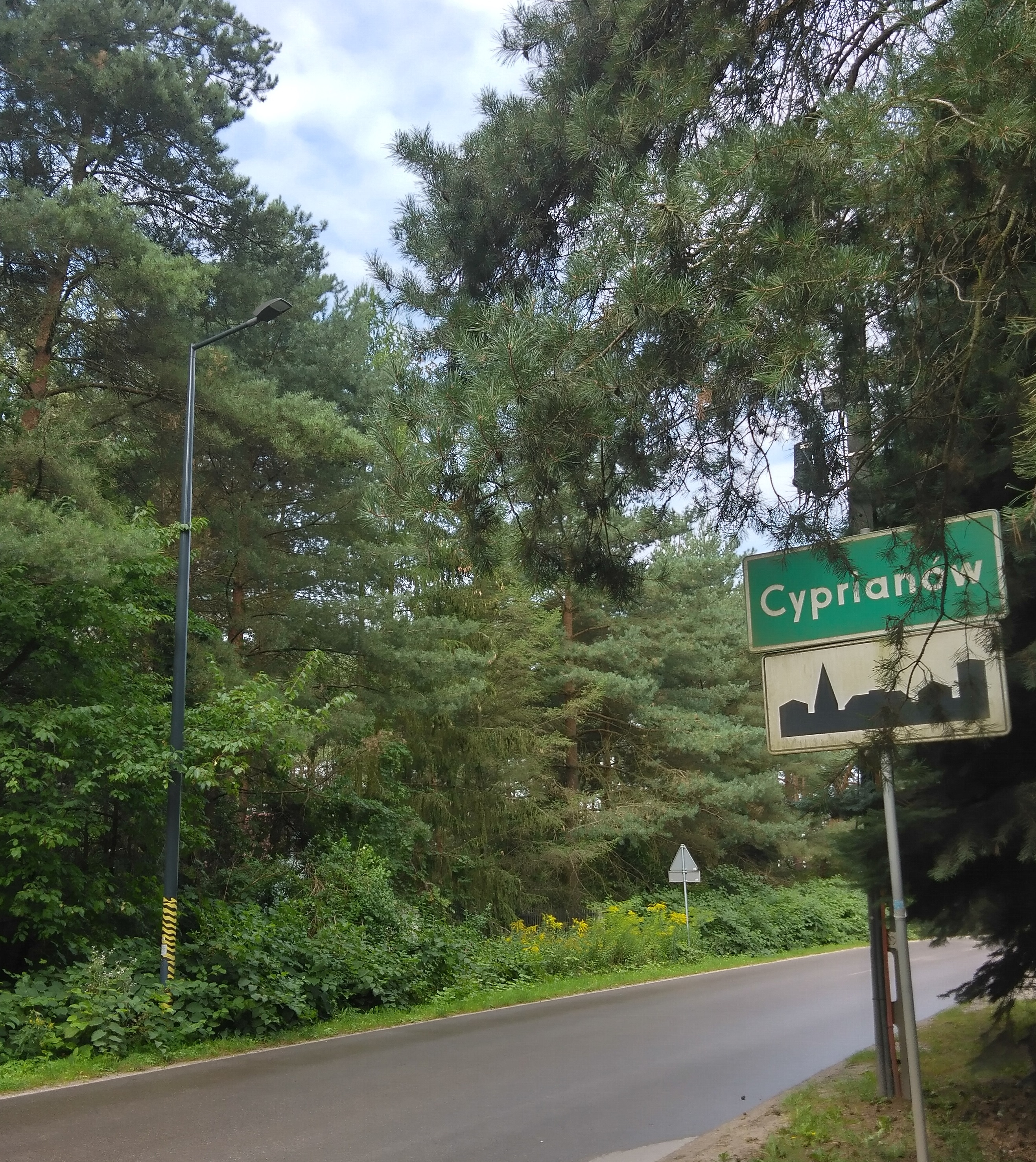
Cyprianów w 2024 r.

Cyprianów – wieś w Polsce położona w województwie łódzkim, w powiecie zgierskim, w gminie Zgierz.
Miejscowość wchodzi w skład sołectwa Biała.
W latach 1975–1998 Cyprianów administracyjnie należał do ówczesnego województwa łódzkiego.